# Pleopeltis subrostrata
Pleopeltis subrostrata là một loài dương xỉ trong họ Polypodiaceae. Loài này được Lacaita mô tả khoa học đầu tiên năm 1916.
Danh pháp khoa học của loài này chưa được làm sáng tỏ. 